# The Crookes
The Crookes est un un groupe britannique de rock alternatif, originaire de Sheffield, en Angleterre, actif entre 2007 et 2017.

## Histoire
Le NME se fait le champion du groupe, décrivant comment « un groupe aussi bon a peu de chances de rester obscur longtemps ». The Crookes sont nommés groupe du jour par The Guardian en septembre 2009 et sont décrits comme ayant « des relents de la brigade C86 (win some, lose some), des Smiths (disons, vers [The Boy With the Thorn in His Side), le jangle plaintif des Housemartins, et même de Belle and Sebastian ».
En 2009, le groupe enregistre une session live pour Steve Lamacq sur BBC Radio 1. Lamacq décrit le groupe comme ayant « de l'ambition et du flair et un chanteur avec une belle voix ; une de ces voix spéciales et poétiques qui plonge et s'envole au-dessus de leurs guitares tressautantes ».
The Crookes est également nommé nouveau groupe préféré de BBC 6 Music, et Lamacq les décrit ensuite comme son « groupe britannique préféré de l'année » sur BBC Radio 2.
Les racines profondes du groupe à Sheffield lui valent d'être adopté par les artistes établis de la ville, Jon McClure le présentant comme « le prochain groupe de génies musicaux de Sheffield » et Richard Hawley le décrivant comme « absolument superbe » lors d'une interview dans l'émission de Shaun Keaveny sur BBC 6 Music. Ils enregistrent une session de l'émission 6 Music de Jarvis Cocker. En outre, The Crookes est choisi pour représenter Sheffield dans le guide de MTV Canada sur les Breaking Bands au Royaume-Uni, aux côtés de représentants d'autres villes telles que Glasvegas (Glasgow), Wild Beasts (Leeds) et The Big Pink (Londres). 
Depuis le 1er février 2015, il est annoncé que le batteur du groupe depuis le début, Russell Bates, ne jouera plus avec le groupe. Le 12 juillet 2017, The Crookes annonce leur séparation avec une lettre adressée aux fans. « Nous restons les meilleurs amis du monde et le resterons toujours. Nous avons eu une vie incroyable ensemble en tant que groupe et nous sommes très fiers de tout ce que nous avons accompli. La dernière décennie a été très bonne pour nous et nous sommes heureux de partir sur une bonne note. ».

## Discographie

### Albums studio
- 2011 : Chasing After Ghosts
- 2012 : Hold Fast
- 2014 : Soapbox
- 2016 : Lucky Ones

### EP
- 2010 : Dreams of Another Day

### Singles
- 2009 : A Collier's Wife
- 2009 : It's Just Not Christmas Without You
- 2010 : Bloodshot Days
- 2011 : Godless Girl
- 2011 : Chorus of Fools
- 2011 : I Remember Moonlight
- 2012 : Afterglow
- 2012 : Maybe in the Dark
- 2012 : American Girls
- 2013 : Bear's Blood / Dance in Colour
- 2014 : Play Dumb